# Eduard Pütsep
Eduard Pütsep (Vastseliina Rural Municipality, Estonia, 21 de octubre de 1898-Kuusamo, Finlandia, 22 de agosto de 1960) fue un deportista estonio especialista en lucha grecorromana donde llegó a ser campeón olímpico en París 1924.

## Carrera deportiva
En los Juegos Olímpicos de 1924 celebrados en París ganó la medalla de oro en lucha grecorromana estilo peso gallo, por delante de los luchadores finlandeses Anselm Ahlfors (plata) y Väinö Ikonen (bronce).